# E201 (trasa europejska)
E201 – trasa europejska łącznikowa (kategorii B), biegnąca przez Irlandię. Długość trasy wynosi 170 km.
W latach 1983 – 1985 posiadała oznaczenie E200. Jest obecnie jedyną trasą europejską o trzycyfrowym oznaczeniu na obszarze Wysp Brytyjskich.
Od 28 maja 2010 roku na prawie całej długości pokrywa się z przebiegiem autostrady M8 – wyjątkiem jest krótki odcinek w mieście Cork, wciąż oznakowany jako N8.
Przebieg E201: Cork – Dunkettle – Watergrasshill – Fermoy – Mitchelstown – Johnstown – Portlaoise.